# Солдатов, Алексей Михайлович
Алексе́й Миха́йлович Солда́тов (31 августа 1985 года, Красноярск) — российский сквошист, тренер. Двукратный призёр чемпионатов России.
Участвовал в работе президиума Федерации сквоша России и Национальной студенческой лиги сквоша. Председатель региональных федераций сквоша в Красноярском крае с 2016 по н.в. и республики Хакасии 2023—2025 год.

## Биография
В детстве занимался хоккеем с мячом и теннисом. Успешно играл в футбол в красноярских дворовых лигах Ленинского района на позиции вратаря с 1997 по 2003 год. Во время одного из матчей получил серьёзную травму позвоночника и до 2010 года проходил реабилитацию.
В 2010 году в возрасте 25-ти лет пришёл в сквош. За короткое время стал одним из ведущих игроков Красноярска. В 2022 и 2023 годах стал бронзовым призёром чемпионата России в командном зачёте. Вместе с ним медали завоевали Дмитрий Гришанин, Михаил Скурихин, Артём Николаев, Константин Кострыкин и Михаил Воропаев.
Занимается популяризацией сквоша в регионах Сибирского федерального округа с 2014 года.
Кумиры детства в спорте Лев Яшин, Андрей Кириленко, Руслан Нигматуллин, Алексей Немов.
Как председатель Региональной Федерации сквоша Красноярского края сформировал календарь соревнований по сквошу в Красноярском крае от любительских турниров до чемпионатов и первенств Красноярского края, Чемпионата Федерального округа, Всероссийских соревнований по сквошу.
В Красноярском крае были сформированы сборные команды по всем возрастам для участия в соревнованиях по сквошу, проводимых Федерацией сквоша России.
С 2018 по 2024 год игрокам из Красноярского края было присвоено 10 разрядов Кандидат в Мастера спорта России.
За время работы провел более 1000 вводных уроков по сквошу, для ознакомления игроков с новой для России игрой.
Как член Президиума Федерации сквоша России занимался популяризацией и развитием сквоша в регионах России. Оказывал поддержку в формировании новых спортивных федераций.
Принял участие в становлении и развитии Национальной студенческой лиги сквоша. Разработал программу и стратегию развития студенческого сквоша до 2025 года, участвовал в проведении Всероссийских соревнований по сквошу — Чемпионат Национальной студенческой спортивной лиги сквоша в г. Красноярске в 2023 году Запустил работу студенческого сквоша в Красноярском крае.
В 2023 году при поддержки Региональной общественной организации ветеранов войны, труда и спорта физкультурно-спортивных организаций Красноярского края сформировал возможность ветеранам сквоша принимать участия в турнирах по сквошу среди игроков 40+. Началась работа с ветеранами в сквоше.
В 2023 году принял участие в становлении на территории России дисциплины Фиджитал сквош. Были проведены тестовые турниры, сформированы правила игры.
В 2024 году в качестве Вице-президента Национальной студенческой лиги сквоша провел встречу с Вице-президентом Китайской ассоциации сквоша Ванг Юном. Было положено начало сотрудничество России и Китая в области сквоша.  В 2025 году была проведена вторая встреча с Генеральным Секретарем Ванг Дингом.
В 2024 году принял непосредственное участие в отправке игроков из Красноярска на Чемпионат Мира по сквошу среди студентов в ЮАР. В поездке приняли участия игроки из Красноярска — Анастасия Зайбель и Ксения Маркова, а также главным тренером команды был красноярец Дмитрий Гришанин.
В 2025 году в Красноярске впервые в России прошел неофициальный Командный чемпионат Сибирского Федерального округа по сквошу, в котором приняли участие команды 5 регионов СФО. Впоследствии данный формат приобрел популярность на территории России.
Разработал и внедрил в использование конструкцию мобильного надувного корта из ПВХ. Корт помещается в багажник автомобиля и собирается за 50 минут. Эти качества позволяют легко доставлять корт в любую точку России — садик, школа, институт, спортивный зал по месту жительства. По мнению Алексея, данный корт должен повысить узнаваемость сквоша и дать возможность большему количеству граждан России попробовать сыграть в сквош.

## Вне спорта
Отец — тренер по вольной борьбе, мастер спорта СССР.
Мать — кандидат в мастера спорта СССР по плаванию.
Женат, воспитывает сына.
В 2008 году окончил Сибирский Аэрокосмический университет имени академика М. Ф. Решетнева по специальности «Менеджмент организации». В 2021 году получил дополнительное образование по специальности «Тренер»

## Достижения

### Личные
- Серебряный призёр Чемпионата Красноярского края по сквошу (2019, 2023)[18][19]

- Бронзовый призёр Чемпионата Красноярского края по сквошу (2020 ), 2021 )

- Бронзовый призёр Чемпионата Сибирского Федерального округа (2021)[источник?]
- Победитель турнира Столица Сибири (г. Новосибирск) (2022 ), 2023 )
- Бронзовый призёр турнира Столица Сибири (г. Новосибирск) (2014, 2017 ,)
- Серебряный призёр Открытого чемпионата Омской области (г. Омск 2021 )
- Победитель турнира Открытый Кубок Пекина (г. Пекин, Китай 2025 )

### Командные
- Бронзовый призёр чемпионата России (2022, 2023)[20][21]

### Тренер
- Бронзовый призёр чемпионата России (2022, 2023)
- Воспитанники становились призёрами Первенства России по сквошу[22][23], призёрами и победителями Всероссийских соревнований по сквошу и чемпионата Сибирского Федерального округа[24][25][26]
- Игроки Сборной Красноярского края по сквошу стабильно входят в расширенный состав Сборной России по сквошу[источник?]
- Главный тренер Сборной Красноярского края по сквошу с 2018 по н.в.[источник?]